# عملیات نصر من الله
در تاریخ ۲۸ سپتامبر سال ۲۰۱۹، جنبش حوثی‌ها اعلام کرد که کد عملیاتی ارتش به نام «نصر من الله» را علیه ائتلاف تحت رهبری عربستان سعودی در منطقه مرزی نجران عربستان اجرا کرده است. سخنگوی ارتش انصارالله یمن در یک کنفرانس مطبوعاتی اعلام کرد، سه تیپ از نیروهای عربستان سعودی طی یک درگیری ۷۲ ساعته در جنوب نجران محاصره شده و شکست خوردند. بنا به گفته سخنگوی ارتش انصارالله یمن، بیش از ۵۰۰ نیروهای عربستان کشته و ۲۵۰۰ تن از آنان اسیر شده است و هچنین ۱۵ دستگاه خودرو سوخته است. به گفته سخنگوی انصارلله، تیپ‌های سعودی در تلافی حمله به تأسیسات نفتی آرامکو برای حمله ای بزرگ علیه انصارالله آماده می‌شدند، اما انصارالله یمن توانستند با نیروهای عربستانی مقابله کنند. به گفته سخنگوی ارتش انصارالله یمن، سعودی‌ها پس از آن دست به حملات هوایی زدند اما سخنگوی ارتش انصارالله یمن به خانوادهٔ اسرای سعودی اعلام کرد که از اسرا محافظت می‌شود. انصارالله این حمله را «بزرگترین عملیاتی از زمان آغاز حمله به یمن» توصیف کرده‌اند.

## حمله

نقشه حمله حوثی‌ها

در ۲۸ سپتامبر ۲۰۱۹، سخنگوی ارتش حوثی گفت که طی عملیات «نصر من الله» در ظرف ۷۲ ساعت در نزدیکی مرز نجران در منطقه جنوب غربی عربستان، سه تیپ نظامی از عربستان سقوط کرد که توسط واحدهای پهپادی و موشکی پشتیبانی می‌شدند. "هزاران نفر از نیروهای سعودی، از جمله بسیاری از افسران و سربازان ارتش سعودی، و همچنین" صدها وسیله نقلیه زرهی "اسیر شدند.
سخنگوی ارتش حوثی گفت که «در صورت ادامه حمله به یمن»، نیروهای حوثی قادر به پیشروی بیشتر در سرزمینهای سعودی هستند. وی به خانواده اسیران اطمینان داد، «آنها در یک مکان مخفی نگه داشته می‌شوند تا از هرگونه صدمه ای در امان بمانند.»
در ۳۰ سپتامبر، سخنگوی ائتلاف به رهبری عربستان سعودی این ادعای حوثی‌ها را تکذیب کرد و اظهار داشت که این اقدام حوثی‌ها «نمایش» بوده و صرفاً تلاشی برای گمراه کردن رسانه‌ها بوده است.

## عواقب بعدی
در ۲۹ سپتامبر، رئیس کمیته حوثی‌ها در امور زندانیان جنگ، عبدالقادر المرداد گفت که آنها قصد دارند ۳۵۰ زندانی جنگ را آزاد کنند، روز بعد حوثی‌ها به‌طور یک جانبه ۲۹۰ زندانی جنگی را آزاد کردند.
در پی این حمله، وزیر امور خارجه یمن در مجمع عمومی سازمان ملل متحد ایران را مقصر این حمله معرفی کرد.
به گزارش بی‌بی‌سی، سخنگوی نیروهای تحت کنترل حوثی‌ها گفت که اسیرهای سعودی روز یکشنبه در شبکه تلویزیونی این گروه نمایش داده می‌شوند.